# Seznam ukrajinskih atletov
Seznam ukrajinskih atletov.

## A
- Mikola Avilov

## B
- Inga Babakova
- Marina Beh-Romančuk
- Bogdan Bondarenko
- Viktor Bondarenko (trener)
- Valerij Borzov
- Sergej Bubka
- Volodymyr Burakov

## D
- Tetjana Dorovskih

## H
- Volodimir Holubniči

## J
- Volodimir Jaščenko
- Denis Jurčenko

## K
- Aleksander Klimenko
- Anžela Kravčenko
- Inesa Kravec
- Vladimir Kuc

## L
- Julija Levčenko

## M
- Jaroslava Magučih
- Faina Melnik

## P
- Irina Press

## S
- Jurij Sedih

## T
- Tetjana Tereščuk-Antipova
- Hana Titimec
- Nadežda Tkačenko
- Natalija Tobias
- Oleg Tvrdohleb

## V
- Olga Vladikina-Brizgina

## Z
- Olga Zemljak